# Дацінь

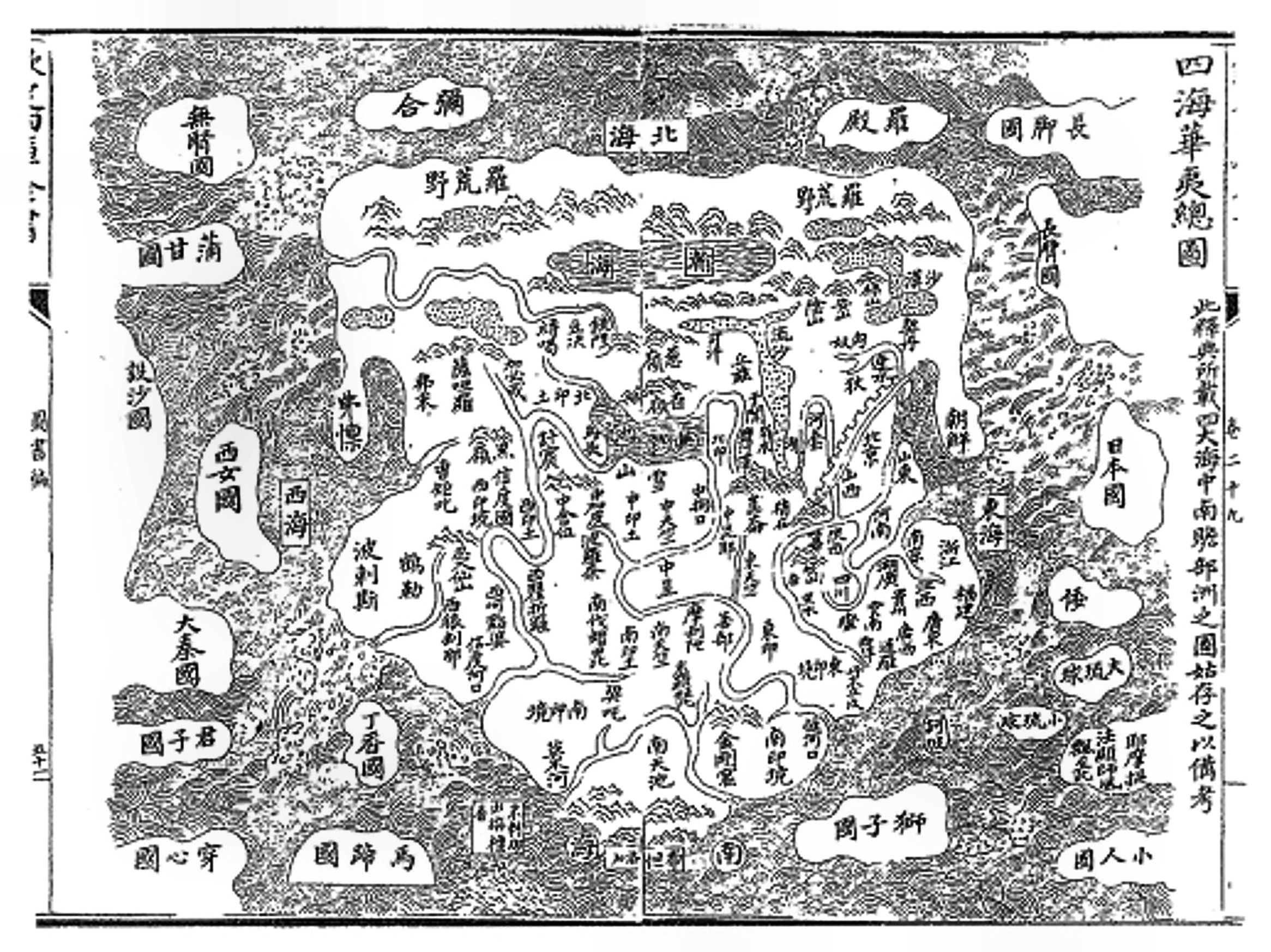
Даціньґуо (大秦國) показаний на західному краї цієї китайської карти світу часів Династії Мін, Карта чотирьох морів, Китаю та варварів, датованій 1532 роком н. е.

Дацінь (кит.: 大秦; піньїнь: Dàqín; Вейд-Джайлз: Ta4-ch'in2) — стародавня китайська назва Римської імперії або, залежно від контексту, Близького Сходу, особливо Сирії. Буквально означає «Велика Цінь», де Цінь (кит.: 秦; піньїнь: Qín; Вейд-Джайлз: Ch'in2) це назва династії засновників Китайської імперії. Історик Джон Фостер визначив, що це назва «Римської імперії або, точніше, тієї її частини, яка єдина була відома китайцям, Сирію». Деякі описи «Дацінь», наприклад, закони, звичаї, одяг і валюта, зустрічаються в китайських джерелах. Його середньовічне втілення було описано в історії часів династії Тан (618–907 рр. н. е.) і далі як Фулінь (кит.: 拂菻; піньїнь: Fúlǐn), яку Фрідріх Гірт та інші вчені визначили як Візантійську імперію. Дацінь також часто асоціювали з сирійськомовними несторіанськими християнами, які жили в Китаї під час династії Тан.
Китайські джерела описують кілька давньоримських посольств, які прибули до Китаю, перші у 166 році н. е., останні — III століття. Кажуть, що ці перші посольства прибували морським шляхом через Південнокитайське море в китайську провінцію Цзяочжи (тепер північний В’єтнам). Археологічні докази, такі як римські монети, вказують на наявність римської комерційної діяльності в Південно-Східній Азії. Пізніше зафіксовані посольства, які прибували з Візантійської імперії з VII по XI століття, імовірно йшли сухопутним шляхом Шовкового шляху разом з іншими європейцями в середньовічному Китаї. Візантійські греки були присутні при дворі Хубілай-хана (1260–1294), монгольського правителя династії Юань у Ханбаліку (сучасний Пекін), тоді як імператор Хун'у (правив 1368–1398), засновник династії Мін, надсилав листа візантійському імператору Іоанну V Палеологу.